# Ochmistrz (żegluga)
Ochmistrz – podstawowe stanowisko oficerskie w dziale hotelowym na statku pasażerskim. Kiedyś również oficer ten nadzorował pracę działu hotelowego oraz był odpowiedzialny za administrację i gospodarkę na statku towarowym. W innych flotach jego odpowiednikami są:
- we flocie brytyjskiej – purser,
- niemieckiej – Zahlmeister, Proviantmeister.

W przypadku rozbudowanego działu hotelowego (promy, statki pasażerskie, statki szkolne, statki bazy), mogą również występować stanowiska umiejscowione wyżej w hierarchii statkowej np.:
- intendent – (odpowiednik starszego oficera, starszego mechanika),
- płatnik (dawniej odpowiednik I mechanika, I oficera),
- starszy ochmistrz (odpowiednik współczesnego II mechanika).

Również w tym przypadku w skład załóg może wchodzić wielu ochmistrzów nadzorujących części gospodarki i administracji statkowej. Występują też stanowiska asystentów hotelowych (najniższy stopień oficerski), będących o jeden stopień niżej w hierarchii statkowej niż funkcja ochmistrza.

## Kwalifikacje ochmistrza
Od oficerów działu hotelowego wymaga się dużej interdyscyplinarności – wiedza na temat organizacji żywienia, technologii gastronomicznej, usług hotelarskich, elementów protokołu dyplomatycznego, towaroznawstwa, rozliczeń finansowych, znajomości przepisów celno – dewizowych wielu państw morskich, marketingu, przechowalnictwa żywności. Łatwość nawiązywania kontaktów, komunikatywność, odporność psychiczna oraz praktyczna znajomość języków obcych jest szczególnie pożądana na tym stanowisku. Jeszcze na początku lat 90. XX wieku oficerowie działu hotelowego w Polsce musieli legitymować się dyplomami morskimi. Potem jednakże z uwagi na brak wymagań ze strony przepisów międzynarodowych oraz likwidacji funkcji ochmistrza na statkach towarowych, od tych wymogów odstąpiono. Do tego czasu Wyższa Szkoła Morska w Gdyni kształciła oficerów w tym kierunku na wydziale administracji – specjalność intendentura morska. Ochmistrzami mogli zostać również absolwenci innych szkół wyższych oraz techników gastronomicznych (policealnych szkół hotelarsko – gastronomicznych), po zdaniu egzaminu przed komisją urzędu morskiego i wypływaniu odpowiedniej praktyki morskiej. W obecnej chwili tam gdzie to stanowisko istnieje, kwestia zasad awansu oraz zatrudnienia na tym stanowisku zależy wyłącznie od polityki kadrowej i potrzeb armatora. Wymagane są jedynie świadectwa stopnia wyższego, określone w konwencji SOLAS dla załóg uprawiających żeglugę pasażerską oraz żeglugę pasażerską na statkach typu RORO.

## Zakres obowiązków ochmistrza
Pierwotnie we flocie angielskiej (XIX wiek) był członkiem załogi odpowiedzialnym za prowadzenie kasy statkowej. Potem doszły mu obowiązki związane z dostarczaniem towarów niebędących prowiantem dla załogi (tytoń, alkohol). Stopniowo wraz z upływem lat przybywało mu zajęć. W połowie XX wieku, gdy załogi statków były stosunkowo liczne, a państwa morskie rozbudowały znacząco swoje przepisy i administrację morską oraz warunki bytowe załóg zaczęły odpowiadać naszym obecnym wyobrażeniom, stanowisko ochmistrza występowało w większości flot świata. W tym czasie zajmował się tak jak jego XIX wieczni poprzednicy kasą statkową czyli przeprowadzał na polecenie kapitana gotówkowe transakcje finansowe:
- wypłatę wynagrodzeń lub ich części członkom załóg,
- udzielał zaliczek na poczet przyszłych zarobków marynarzom zatrudnionym na statku,
- dokonywał drobnych zakupów, opłat gotówkowych w portach,
- czasami dokonywał operacji bankowych w portach,
- prowadził kantynę statkową – sprzedawał w niej oraz dbał o jej zaopatrzenie.

Oprócz tego zajmował się:
- zarządzaniem pracą załogi hotelowej oraz rozliczaniem jej czasu pracy,
- opieką nad pasażerami podczas rejsu oraz ich wejściem i zejściem ze statku (w tym sporządzanie stosownej dokumentacji),
- przygotowywaniem jadłospisów oraz prowadzeniem właściwego żywienia załogi i pasażerów,
- zaopatrywaniem statku w prowiant, rzeczy niezbędne w części hotelowej statku – od zastawy stołowej, materiały biurowe po meble,
- organizowaniem prania bielizny pościelowej i stołowej w portach,
- przechowywaniem zgodnie z regułami przechowalnictwa żywności prowiantu w magazynach statkowych,
- sporządzaniem specyfikacji remontowych części hotelowo – gastronomicznej na czas pobytu statku w stoczni,
- dbanie o wyposażenie części hotelowej statku i właściwe jej funkcjonowanie (tzw. inwentarz),
- przygotowywaniem dokumentacji niezbędnej do odpraw portowych oraz uczestnictwem w nich,
- prowadzeniem biura statkowego, rozliczeń finansowych (bezgotówkowych i gotówkowych) z przedstawicielami armatora w obcych portach, agentami morskimi, dostawcami, przygotowywaniem stosownej dokumentacji finansowo – księgowej, sprawozdań dla biur armatora,
- organizowaniem oficjalnych przyjęć w portach oraz pomoc kapitanowi w pełnieniu funkcji reprezentacyjnych,
- prowadzeniem działalności kulturalno – oświatowej dla pasażerów oraz załogi m.in.: prowadzeniem biblioteki statkowej, organizowaniem wycieczek w portach, aranżowaniem projekcji filmów, wyjść do kina itp,
- był odpowiedzialny za magazyn artykułów wolnocłowych, rozliczanie wydatków reprezentacyjnych.

Takie były obowiązki ochmistrza na statkach towarowych. Dokonujący się postęp techniczny, informatyzacja oraz redukcja załóg pływających spowodowała, że stopniowo ich obowiązki zaczęli przejmować inni członkowie załóg. Odprawy portowe, sporządzanie części dokumentacji przejął radiooficer, blok prowiantowy kucharz okrętowy, młodszy steward kantynę, a resztę kapitan. Załogi z 30 do 50 członków stopniały do niecałych 20. Proces ten trwa dalej, ostatnio powszechność zastosowania komputerów, nowych środków łączności przyczyniły się do dalszych redukcji załóg nawet do kilkunastu osób (m.in. zredukowano stanowisko radiooficera). Stanowisko ochmistrza pozostało jedynie na statkach uprawiających żeglugę pasażerską, pasażersko – towarową lub mających bardzo liczne obsady (statki szkolne, bazy rybackie).

## Zakres obowiązków ochmistrza w żegludze pasażerskiej
Specyfika obowiązków nie zmieniła się znacząco w stosunku do jego odpowiedników na statkach towarowych sprzed około 15 lat. Jedynie ze względu na ilość pracy i cechy szczególne tych statków, linii, obowiązki musiały zostać podzielone na kilka stanowisk oficerskich. Rozwój technologii i w tym przypadku przyczynił się do zmniejszenia liczby tych stanowisk, jednakże pozostały one do dziś na dużych statkach szkolnych, bazach rybackich, statkach typu ROPAX, pasażerskich, promach kolejowych. Aby zobrazować te zmiany najlepiej posłużyć się przykładami z polskiej floty ostatniego 20-lecia:
1. TSS Stefan Batory 1983
  - intendent – kierownik działu
  - płatnik – nadzór nad kasą i recepcją statkową, do pomocy miał jednego lub dwóch asystentów,
  - starszy ochmistrz – nadzór nad gastronomią statkową, barami, częścią hotelową statku,
  - ochmistrz restauracyjny – nadzorował pracę restauracji statkowej, dbał o właściwy standard usług gastronomicznych,
  - ochmistrz prowiantowy – zaopatrzenie statku oraz rozliczanie prowiantu zużywanego na potrzeby gastronomii statkowej, ustalanie receptur dań,
  - ochmistrz nocny – nocny nadzór nad pracą brygady sprzątającej statek pasażerski, bezpieczeństwem pasażerów oraz pracą recepcji o tej porze dnia,
  - oficer rozrywkowy – wypełniał czas podróży pasażerom rozmaitymi atrakcjami,
  - ochmistrz załogowy – odpowiedzialny za sprawy załogi zatrudnionej na statku pasażerskim – począwszy od spraw bytowych, rozliczenia płacowe i czasu pracy, po przygotowanie do odpraw portowych w części załogowej, do pomocy miał jednego asystenta,
  - bagażowy – przyjęcie i opieka podczas podróży nad bagażami, zwierzętami i ładunkami zabieranymi przez pasażerów,
  - szef kuchni, do pomocy I kucharz,
2. MS Antoni Garnuszewski, SV Dar Młodzieży 1985, 1987.
  - intendent – blok żywieniowo – żywnościowy, reprezentacja, prowadził zajęcia ze studentami podczas trwania rejsu,
  - ochmistrz – sprawy załogowe, prowadzenie kantyny,
3. MF Rogalin 1991
  - intendent – kierownik działu, nadzorował pracę sklepów wolnocłowych,
  - starszy ochmistrz – nadzór nad gastronomią statkową, barami,
  - ochmistrz prowiantowy – nadzór nad magazynami statkowymi, zaopatrzeniem, inwentarzem statkowym,
  - ochmistrz załogowy – jak jego odpowiednik na Batorym,
  - ochmistrz recepcyjny – prowadził i nadzorował pracę recepcji statkowej, kasy statkowej, do pomocy posiadał jednego, dwóch asystentów,
  - szef kuchni,
4. MF Pomerania 1996
  - intendent – kierownik działu,
  - ochmistrz gastronomiczny – nadzór nad gastronomią statkową, barami, zaopatrzeniem, magazynem artykułów wolnocłowych (alkohole, wyroby tytoniowe), inwentarzem statkowym,
  - ochmistrz hotelowy – odpowiedzialny za kabiny pasażerskie, pracę recepcji, przyjmowanie pasażerów na pokład statku, sprawy załogowe,
  - szef kuchni,
  - asystent sklepowy – zaopatrywał sklep wolnocłowy, rozliczał jego sprzedaż,
  - asystent recepcyjny – prowadził i nadzorował pracę recepcji statkowej, odprawy portowe,
  - asystent prowiantowy – zaopatrzenie oraz rozliczanie prowiantu, administrował systemem informatycznym na statku,
5. MS Silesia 2001
  - intendent – kierownik działu, nadzór nad gastronomią statkową, barami, zaopatrzeniem oraz rozliczaniem prowiantu,
  - ochmistrz hotelowy – odpowiedzialny za kabiny pasażerskie, pracę recepcji, przyjmowanie pasażerów na pokład statku, sprawy załogowe, inwentarz statkowy,
  - szef kuchni,
  - asystent sklepowy – zaopatruje sklep wolnocłowy, rozlicza jego sprzedaż, administruje systemem informatycznym na statku,

Zakres obowiązków, nazwa dla każdego z nich może się zmieniać w zależności od:
- specyfiki statku pasażerskiego (jego przeznaczenia, ilości zabieranych pasażerów, rozległości bazy hotelowo – gastronomicznej),
- rodzaju żeglugi (liniowa, wycieczkowa, promowa),
- linii żeglugowej (krótkie, długie),
- armatora,
- koniunktury na rynku przewozów.

Sami ochmistrze mogą zmieniać swoje specjalizacje w zależności od polityki kadrowej armatora.
Obecnie na statkach towarowych obowiązki ochmistrza przejął kapitan.